# Gioacchino Cavaro
Gioacchino Cavaro (XV secolo – XVI secolo) è stato un pittore probabilmente vissuto in Sardegna a cavallo tra il Quattrocento ed il Cinquecento e forse identificabile come il Maestro di Castelsardo.

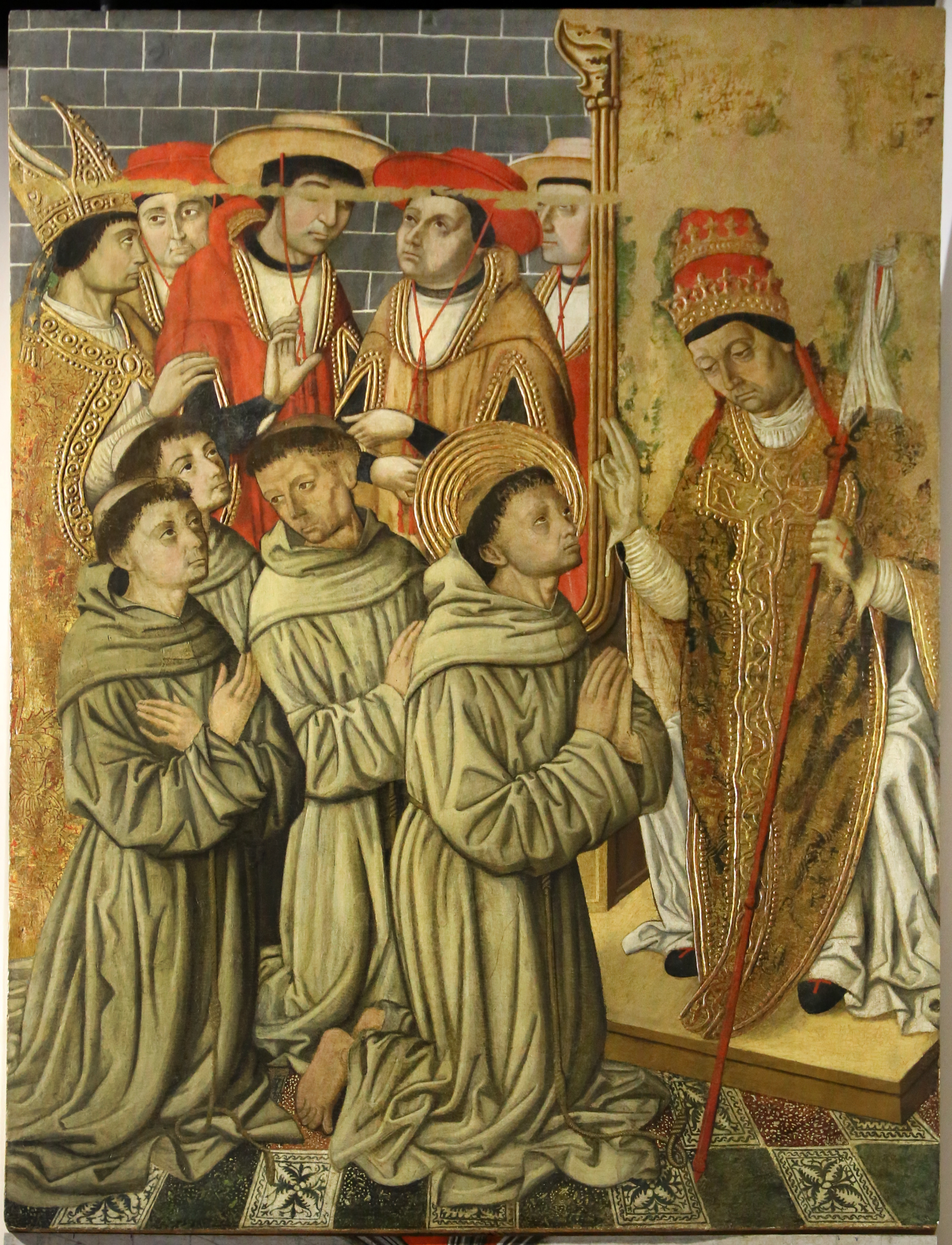
Maestro di Castelsardo, retablo della Porziuncola, da S. Francesco di Stampace a Cagliari

Eseguì diversi retabli nell'isola, tra cui quelli di Castelsardo (che si trova nella cattedrale locale), della Porziuncola (Cagliari, Pinacoteca Nazionale), proveniente dalla chiesa di San Francesco di Stampace a Cagliari e di Tuili (nella parrocchiale), che costituiscono i più importanti esempi di arte rinascimentale quattrocentesca della Sardegna.
Il suo nome, altrimenti non documentato, deriva dalla lettura di un'epigrafe posta lungo lo scudo dell'Arcangelo Michele del retablo di Castelsardo, secondo una lettura fatta da Luigi Agus.
Questo pittore risente fortemente di influssi italiani circolanti in ambito iberico attraverso l'opera di Pedro Berruguete attivo in Castiglia. In effetti le recenti scoperte relative ai committenti dei retablo di Castelsardo, i Guzmán, e quelli già noti del retablo di Tuili, i Santa Cruz, portano a ritenere che questo sia un pittore circolante in ambito valenzano e castigliano, più che barcellonese, come si era ipotizzato.
A questo pittore vengono attribuiti anche una Madonna con Bambino (Birmingham, Museum of Art), due retabli in Corsica (Tallano, Chiesa di S. Maria), una Madonna del Latte (Barcellona, Museu d'Art de Catalunya) e una Crocifissione in collezione privata.